# Lowri Thomas

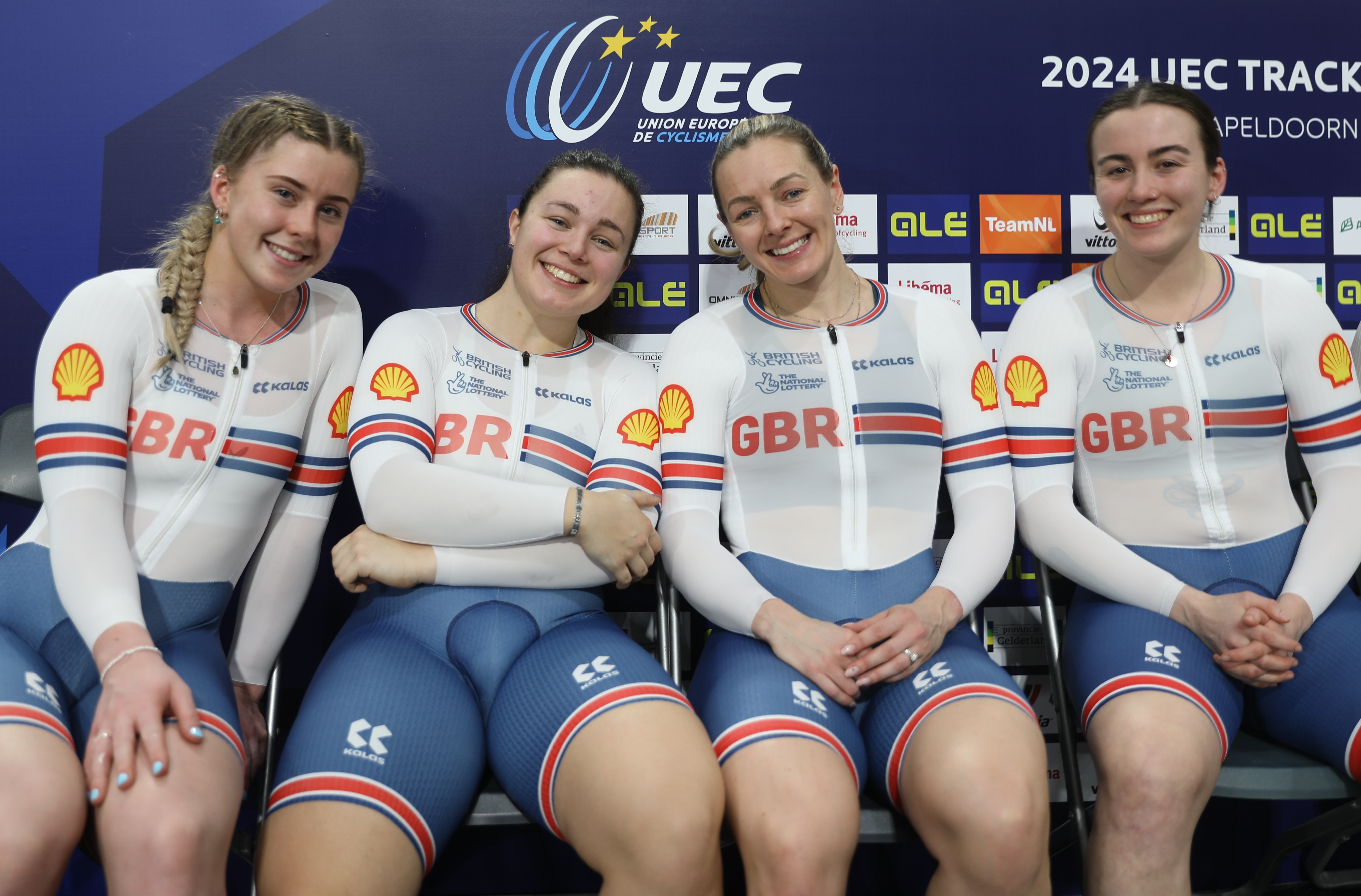
Thomas (r.) als Mitglied des Sprintteams bei der EM 2024 (v. l. n. r.: Emma Finucane, Sophie Capewell, Katy Marchant)

Lowri Thomas (* 5. März 1999 in Builth Wells) ist eine britische Bahnradsportlerin, die sich auf die Kurzzeitdisziplinen spezialisiert hat.

## Sportlicher Werdegang
Lowri Thomas begann im Alter von acht Jahren beim Abergavenny Road Club mit dem Radsport. Ab 2009 entschied sie mehrfach Rennserien in den jeweiligen Altersklassen für sich. 2014 wurde sie walisische Meisterin der Mädchen U16 im Omnium. Ab 2015 schränkte sie ihre sportlichen Aktivitäten ein; ab 2020 startete sie bei wenigen Rennen bei den nationalen Bahnmeisterschaften.
2022 wurde Thomas mit Rhian Edmunds und Emma Finucane britische Meisterin im Teamsprint. Gemeinsam mit diesen beiden Sportlerinnen startete sie bei den Commonwealth Games für Wales im Teamsprint und belegte Platz drei. Mit Katy Marchant, Emma Finucane und Sophie Capewell wurde sie 2024 Vize-Europameisterin im Teamsprint. Im Juli des Jahres wurde sie als Ersatzfahrerin für die Olympischen Spiele in Paris nominiert.

## Erfolge
2022
- Commonwealth Games – Teamsprint (mit Rhian Edmunds und Emma Finucane)
- Britische Meisterin – Teamsprint (mit Rhian Edmunds und Emma Finucane)

2024
- Europameisterschaft – Teamsprint (mit Katy Marchant, Emma Finucane und Sophie Capewell)